# Ključ (Republika Serbska)
Ključ (cyr. Кључ) – wieś w Bośni i Hercegowinie, w Republice Serbskiej, w gminie Gacko. W 2013 roku liczyła 31 mieszkańców.